# 5,45 × 39 mm
El 5,45 × 39 mm es un cartucho de fusil de origen soviético.  Fue introducido en servicio en 1974 con el nuevo fusil de asalto AK-74. Gradualmente suplió y reemplazó el 7,62 × 39 mm entonces en uso.
El 5,45 × 39 mm es un ejemplo de una tendencia internacional hacia calibres pequeños para uso militar.  Cartuchos como el 5,45 × 39 mm, 5,56 × 45 mm OTAN estadounidense (versión belga), y el 5,8 × 42 mm chino permiten que un soldado lleve más munición por el mismo peso. Además disminuyen el retroceso y el impacto sobre el cerrojo, favoreciendo el diseño de armas más livianas y la puntería en el tiro automático.

## Historia
El primer cartucho para ejército soviético, 5N7, producido en 1974, usa proyectiles encamisados de una construcción algo compleja. El proyecti "cola de bote" de 3,2 g tiene un encamisado de baño metálico. El núcleo de acero no endurecido está cubierto por un delgado recubrimiento de plomo que no llena completamente la punta de la bala, dejando una cavidad dentro de la nariz. El proyectil se corta a la longitud especificada durante el proceso de manufactura, para proporcionar el peso correcto.  La parte trasera del cartucho es de un diseño "cola de bote" para reducir la deriva, y hay un pequeño tapón de plomo sellado en la base de la bala. Este tapón, junto con la cavidad de la nariz, tienen el efecto de mover hacia atrás el centro de gravedad del proyectil; el hueco hace además que la punta de la bala tienda a deformarse cuando impacta contra algo sólido, provocando movimiento de guiñada. El casquillo es de acero barnizado y con fulminante tipo Berdan. Su longitud de 39,37 mm le hace un poco más largo que el 7,62 × 39 que mide 38,6 mm. El fulminante tiene una tapa de cobre y está sellado con laca roja. La carga propulsora de pólvora granulada esférica de tipo muy parecido a la WC 844 usado para 5,56  × 45 mm OTAN. El cartucho 5N7 pesa 10,75 g.
Las pruebas indican que la energía de retroceso del 5,45 × 39 mm en el fusil de asalto AK-74 es 3,39 J, mientras el 5,56 × 45 OTAN en el M16 da 6,44 J y el 7,62 × 39 en el AKM da 7,19 J.
La munición militar 5,45 × 39 mm fue producida por la Unión Soviética, la RDA, y Yugoslavia, y actualmente se produce en Bulgaria, Polonia y Rumania.  En la antigua Unión Soviética se produjo en Rusia, Kirguistán, Uzbekistán, y Ucrania.

## Dimensiones del cartucho
El casquillo del 5,45 × 39 mm tiene 1,75 ml de capacidad.
Dimensiones máximas C.I.P. del 5,45 × 39 mm
Los estadounidenses definirían el ángulo del hombro como α⁄2 ≈ 20,3°. El paso de estriado común para este cartucho es 255 mm, 4 estrías, con un ancho sección de estrías de 5,6 mm y un ancho de campos de 2,6 mm, siendo el fulminante es de tipo Berdan, de tamaño chico para arma larga.
Conforme a los lineamientos de la C.I.P., el casquillo del 5,45 × 39 mm puede soportar hasta 380 MPa de presión. En los países que siguen normas C.I.P., cada combinación de fusil y cartucho debe ser probada al 125% de esta presión máxima para lograr una certificación de seguridad para su venta a los consumidores.

## Efectos de herida
Usando cámaras de alta velocidad, las primeras pruebas balísticas mostraban un pronunciado efecto de volteo.  Algunas autoridades occidentales creían que esta bala fue diseñada para revolverse en el cuerpo del blanco para aumentar la habilidad de herir.  En ese tiempo se creía que la guiñada y la cavitación del proyectil eran los principales responsables por el daño a los tejidos. Martin Fackler realizó un estudio con un fusil de asalto AK-74 usando cerdos vivos y gelatina balística, demostrando que la munición 5,45×39mm no fragmenta infaliblemente ni causa desgarros considerables de tejido. La mayoría de los órganos y tejidos del cuerpo eran demasiado flexibles para resultar gravemente dañados por el efecto de cavidad temporal causado por la guiñada y la cavitación de un proyectil. Con la bala 5,45 mm, las revoluciones producen una cavidad temporal dos veces, a profundidades de 100 y 250 mm. Esto es comparable a la munición 7,62 × 39 mm moderna y a la 5,56 × 45 mm no fragmentable.

## Variantes de 5,45 × 39 mm

### Cartuchos de penetración mejorada
La bala 7N6 tiene una varilla de penetración de acero de 1,43 g. Desde 1987 esta varilla ha sido endurecida a 60 HRC. El 7N6 puede penetrar una plancha de acero St3 de 6 mm de espesor a una distancia de 300 m, y un chaleco antibalas 6Zh85T a 80 m. Las balas 7N6 tienen un anillo rojo de identificación sobre el cuello del cartucho.
El cartucho 7N10 de "penetración mejorada" fue introducido en 1992. La masa de la varilla de acero fue aumentado a 1,76 g y se quitó el tapón de plomo delante de ella.  En 1994 el 7N10 fue otra vez mejorado llenando el hueco de la punta con plomo.  Al golpear algo duro, la varilla de acero empuja al plomo, más blando, hacia los costados desgarrando la camisa del proyectil. El 7N10 reemplazó a las variantes anteriores como munición estándar de servicio en Rusia, y puede penetrar una placa de acero St3 de 16 mm de espesor a 300 m y un chaleco antibalas 6Zh85T a 200 m. Las balas 7N10 tiene un anillo de identificación morado sobre el cuello del cartucho.
La bala 7N22 antiblindaje fue introducida en 1998. Su varilla penetradora de acero es puntiaguda y pesa 1,75 g, y mantiene el tapón de plomo en la nariz para el descarte del encamisado como el 7N10. Los 7N22 pueden ser identificados por el anillo rojo sobre el cuello del cartucho y la punta negra.
La reciente 7N24 "súper antiblindaje" tiene una varilla penetradora de carburo de tungsteno que pesa 2,1 g. El cartucho 7N24 tiene un proyéctil de 4,15 g y una velocidad en la boca de 840 m/s, proporcionando 1.464 J de energía en la boca.

### Municiones trazadoras
Las municiones trazadoras 7T3 y 7T3M se identifican por sus puntos verdes.  El proyéctil pesa 3,23 g, tiene un perfil ojival y es más corto. El 7T3 deja una estela de 800 m, mientras el 7T3M se enciende a los 50 m y luego deja una estela de 850 m.

### Cartuchos de instrucción

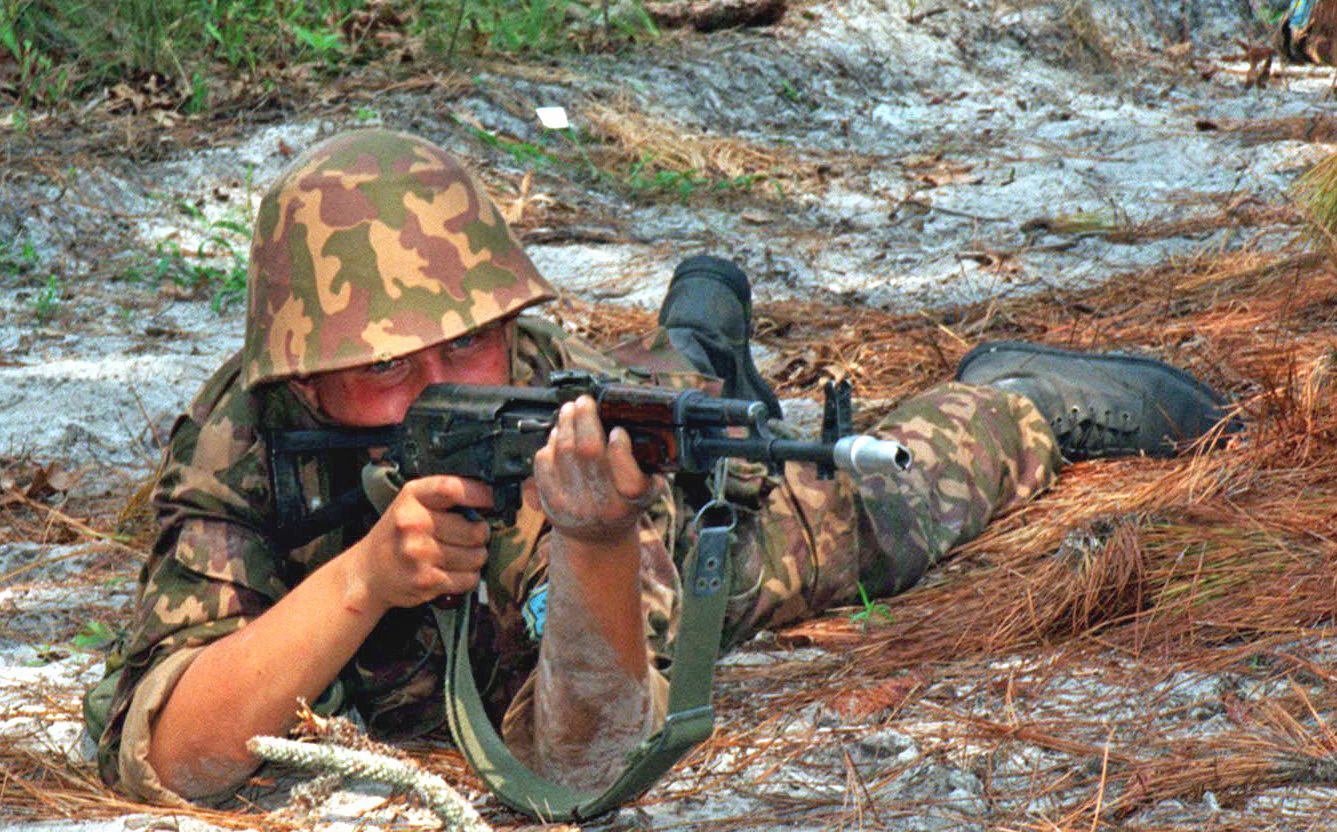
Soldado del ejército de Kazajistán usando un AKS-74 con un aparato especial para cartuchos de fogueo.

Los cartuchos de fogueo 7H3, 7H3M, y 7Kh3 fueron diseñados para instrucción. Estos tienen un falso proyectil hueco de plástico blanco. Cuando se usan estos cartuchos entrenamiento se coloca un adaptador para munición de fogueo en la boca del arma para generar el aumento de presión necesario para accionar el fusil, que también sirve para romper los proyectiles plásticos.
El cartucho 7H4 es inerte, para instrucción. Tiene entalladuras en el casquillo.

### Cartuchos especiales
Para propósitos especiales se crearon el cartucho subsónico 7U1 con punta negra y verde, y el cartucho CAP para uso bajo el agua.
El 7U1 pesa 11 g, tiene un proyéctil de 5,2 g y una velocidad en la boca de 303 m/s, proporcionando una energía de 239 J. Su precisión R50 a 100 m es de 35 mm.

### Especificaciones básicas
| Cartucho                | 7N6     | 7N10    | 7N22    | 7T3 (trazador) | 7Kh3 (entrenamiento) |
| ----------------------- | ------- | ------- | ------- | -------------- | -------------------- |
| Peso del cartucho       | 10,5 g  | 10,7 g  | 10,75 g | 10,3 g         | 6,65 g               |
| Peso del proyectil      | 3,43 g  | 3,62 g  | 3,68 g  | 3,23 g         | 0,24 g               |
| Velocidad en la boca    | 880 m/s | 880 m/s | 890 m/s | 883 m/s        |                      |
| Energía en la boca      | 1328 J  | 1402 J  | 1457 J  | 1259 J         |                      |
| Precisión a 300 m (R50) | 75 mm   | 90 mm   | 90 mm   | 140 mm         |                      |

- R50 a 300 m significa que el 50% más cercano del grupo de disparos estará totalmente dentro de un círculo del diámetro indicado.
- El paso de estriado del fusil AK-74M que ha sido adoptado como nuevo fusil de asalto estándar de la Federación Rusa en 1991 es 200 mm.

## Armas que emplean 5,45 x 39 mm
- AK-74
- AKS-74U
- RPK-74
- Puşcă Automată model 1986
- AK-107
- AN-94
- AK-105
- AK-12
- AG-043

## Imágenes
- Cartucho 5,45 × 39 mm 5N7 - Dibujo perfil
A: encamisado del proyectil
B: núcleo de acero
C: cavidad vacía
D: recubrimiento de plomo
E: carga propulsora

Cartucho 5,45 × 39 mm 5N7 - Dibujo perfil A: encamisado del proyectil B: núcleo de acero C: cavidad vacía D: recubrimiento de plomo E: carga propulsora
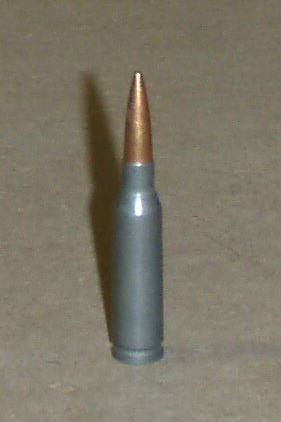
Cartucho 5,45 × 39 mm con casquillo de acero.
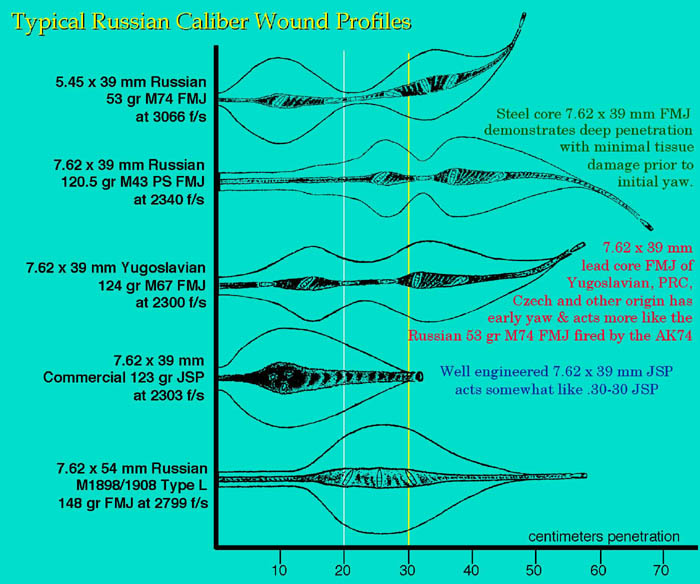
Perfiles de las heridas hechas por armas ligeras rusas - hecho por Dr. Martin Fackler y las fuerzas armadas de los EEUU